# Tumore di Klatskin
Il tumore di Klatskin (o colangiocarcinoma ilare) è un colangiocarcinoma (tumore delle vie biliari) che si verifica alla confluenza dei dotti epatici destro e sinistro della bile. Prende il nome dal Dott. Gerald Klatskin, un medico americano di Yale che lo segnalò alla comunità scientifica nel 1965.

## Epidemiologia
Ogni anno negli Stati Uniti sono diagnosticati circa 15 000 nuovi casi di carcinoma del fegato e delle vie biliari: fra questi circa il 10% sono nuove diagnosi di tumori di Klatskin.
Il colangiocarcinoma rappresenta circa il 2% di tutte le diagnosi di cancro, con un'incidenza complessiva di 1,2 casi/100 000 individui. Due terzi dei casi si verificano in pazienti di età superiore ai 65 anni, ma nei soggetti di età superiore agli 80 anni il rischio sembra incrementare di quasi dieci volte. L'incidenza è simile sia negli uomini che nelle donne

## Cause
La causa del colangiocarcinoma non è stata ancora chiaramente definita. Un certo numero di condizioni patologiche, sia acute che croniche, che causano lesioni dell'epitelio delle vie biliari, sembra possano predisporre a trasformazioni in senso maligno.
La colangite sclerosante primitiva, una condizione infiammatoria idiopatica dell'albero biliare, è stata chiaramente associata allo sviluppo di colangiocarcinoma in circa il 40% dei pazienti che ne sono affetti.
Anche le cisti biliari congenite (ad esempio le cisti del coledoco o la malattia di Caroli, sono state associate ad una tendenza alla trasformazione maligna, fino al 25% circa dei casi. Queste condizioni sembrano essere accomunate da anomalie della zona di giunzione tra il dotto pancreatico e il dotto biliare e, forse, sono legate al reflusso di secrezioni pancreatiche nel dotto biliare.
Anche le infezioni parassitarie croniche, che colpiscono il tratto biliare, comunemente osservabili fra le popolazioni del Sud-est asiatico e generalmente dovute a Clonorchis sinensis e Opisthorchis viverrini, sono state identificate come un fattore di rischio.
Sebbene la litiasi della colecisti  e la colecistectomia non siano associati ad un'aumentata incidenza di colangiocarcinoma, l'epatolitiasi e la coledocolitiasi possono predisporre al cambiamento maligno.
Infine anche 'esposizione industriale all'amianto e alle nitrosammine e l'uso dell'agente di contrasto radiologico noto come Thorotrast (diossido di torio), sono considerati fattori di rischio per lo sviluppo del colangiocarcinoma.

## Classificazione
Il tumore di Klatskin può essere suddiviso (secondo la classificazione di Bismuth) in:
- Tipo 1: Tumore che origina dal dotto epatico comune e che arriva alla biforcazione biliare senza occluderla
- Tipo 2: Tumore che interessa la biforcazione biliare
- Tipo 3: Tumore che interessa anche il dotto epatico destro (3a) o il dotto epatico sinistro (3b)
- Tipo 4: Tumore che ostruisce completamente i dotti epatici.

Questa classificazione è utilizzata come standard preoperatorio e fornisce anche indicazioni di tipo prognostico.

## Diagnosi
Alla diagnosi si perviene valutando le manifestazioni cliniche, gli esami di laboratorio e le tecniche di imaging radiologico e l'endoscopia. I markers tumorali CA 19-9, CA-125 e CEA sono generalmente aumentati nel colangiocarcinoma e pertanto anche nel tumore di Klatskin, ma è soprattutto il primo marker che si innalza in una percentuale di pazienti che può raggiungere l'85%. L'ecografia può rivestire un ruolo anche se più spesso mette in evidenza segni indiretti della presenza del tumore, ad esempio una dilatazione segmentale delle vie biliari intraepatiche, piuttosto che la massa tumorale. L'ecocolordoppler permette di visualizzare un'eventuale compromissione portale ma resta meno sensibile della TAC o della RMN nelrilevare lesioni focali.
La tomografia assiale computerizzata, specialmente se spirale e multistrato, senza e con mezzo di contrasto in fase arteriosa e venosa permette una diagnosi più accurata. La tecnica permette infatti la visualizzazione dei dotti biliari dilatati, la precisa localizzazione del tumore, l'eventuale coinvolgimento vascolare dell'ilo epatico e la presenza di linfoadenopatie. Alla TAC il tumore di Klatskin è visualizzato in genere come una massa solida e talvolta può mostrare alcune aree cistiche.
La colangiorisonanza (colangio-RMN) permette la visualizza sia del parenchima epatico che del tratto biliare e ha inoltre il vantaggio di essere un esame non invasivo. Grazie alla colangio-RMN è possibile visualizzare i colangiocarcinomi in diverse sezioni del dotto biliare; è persino possibile rilevare piccoli colangiocarcinomi infiltranti all'interno di un segmento del dotto biliare intraepatico in una malattia di Caroli.
La colangio-pancreatografia endoscopica retrograda (CPRE) consente di ottenere campioni da inviare all'anatomopatologo per lo studio citologico. L'ecografia per via endoscopica, è un'altra tecnica che consente spesso di visualizzare la massa tumorale, oltre ad ottenere campioni per la diagnosi istologica. L'aspirazione con ago fine sotto guida ecografica può essere spesso positiva quando altri test diagnostici non risultano conclusivi.

## Trattamento

### Trattamento chirurgico
La resezione completa del tumore con margini istologici negativi è la sola terapia che permetta al paziente una chance di curativa. Sfortunatamente i soggetti che possono essere candidati alla resecabilità sono pochi e inoltre molti di questi pazienti vanno poi incontro a recidiva. Il tipo di intervento e l'entità dell'intervento dipende dalla posizione del tumore e dal grado di estensione. Spesso la resezione epatica non è un'opzione praticabile in quanto molti pazienti sono di età avanzata, presentano molteplici co-patologie e quindi sono ad elevato rischio anestesiologico (ultime classi ASA).
La resezione epatica consente di ottenere una sopravvivenza a 5 anni decisamente elevata (circa 80%), ma solo in casi estremamente selezionati, senza coinvolgimento linfonodale e con 1 cm di margine di sezione privo di cancro.
Nei tumori di maggiori dimensioni la sopravvivenza si riduce (a 3 anni circa il 50%) pur eseguendo una resezione epatica estesa, e comunque a patto di ottenere un margine libero da tumore. Il trapianto di fegato può avere un beneficio aggiuntivo di sopravvivenza rispetto ai trattamenti palliativi, specialmente per i pazienti con tumore in fase molto iniziale.

### Trattamento medico e palliativo
Per questi tumori la chemioterapia (singola o multipla), associata o meno alla radioterapia, non è in grado di fornire risultati molto incoraggianti. Quando è stata stabilita la non resecabilità di un tumore di Klatskin, molti medici consigliano il confezionamento di un'anastomosi biliodigestiva; se il tumore si trova immediatamente al di sotto della biforcazione, è possibile eseguire anastomosi tra il dotto biliare e un'ansa digiunale (ricostruzione Roux-en-Y). Nei pazienti con tumore di Klatskin non resecabile viene in genere eseguito un drenaggio biliare per via endoscopica, posizionando 2 stent biliari, uno a destra e uno a sinistra; è comunque possibile, più semplice e spesso vantaggioso, anche il posizionamento di un solo stent. La vita media raggiunta in questi casi è compresa tra 4 e 6 mesi. In alcuni centri si ricorre al drenaggio biliare per via percutanea, con risultati sovrapponibili al drenaggio endoscopico. Una rara complicanza del drenaggio percutaneo è la disseminazione peritoneale quando il catetere viene a dislocarsi.